# Sabine megye (Texas)
Sabine megye az Amerikai Egyesült Államokban, azon belül Texas államban található. Megyeszékhelye és legnagyobb városa Hemphill. Lakosainak száma 9894 fő (2020. április 1.). Sabine megye Shelby, Newton, Sabine, San Augustine és Jasper megyékkel határos.

## Népesség
A megye népességének változása:
| Lakosok száma | 10 864 | 10 645 | 10 429 | 10 361 | 10 368 | 9894 |
|               | 2010   | 2011   | 2012   | 2013   | 2015   | 2020 |